# Радіоелектронна апаратура
Радіоелектро́нний за́сіб (РЕЗ) — технічний засіб, призначений для передавання та/або приймання радіосигналів радіослужбами (визначення терміна в Законі України «Про радіочастотний ресурс України»).
Радіоелектро́нна апарату́ра (скорочено — РЕА) — технічні засоби, що створені на принципах електроніки та радіотехніки та призначені для передавання, приймання, перетворення та обробки інформації з використанням електромагнітної енергії.

## Класифікація радіоелектронної апаратури
Радіоелектронну апаратуру поділяють за такими ознаками:
- За галуззю застосування (наприклад, медична, зв'язку, космічна, військова, побутова та інша).
- За типом каналу передачі інформації — гідроакустична, оптоелектронна, радіотехнічна, інфрачервона тощо.
- За призначенням — діагностична, дистанційного керування, слідкування, розвідувальна та інша.
- За застосуванням:
  - наземна: стаціонарна, пересувна, переносна;
  - морська: для суден, для військових кораблів, буйкова;
  - бортова: літакова, вертолітна, ракетна, космічна;
- За способом використання — мобільна, стаціонарна, корабельна, космічна, підводна та інша.
- За частотним діапазоном — низькочастотна, високочастотна, надвисокочастотна.
- За можливістю відновлення — відновлювальна, невідновлювальна.

## Користувачі
Закон України «Про радіочастотний ресурс України» визначає термін радіоелектронний засіб спеціального призначення як радіоелектронний засіб, призначений для здійснення діяльності спеціальних користувачів відповідно до їх функціональних обов'язків.

### Спеціальні користувачі
До спеціальних користувачів радіочастотного ресурсу в Україні віднесені підрозділи і організації:
- Міністерства оборони України,
- Служби безпеки України,
- Служби зовнішньої розвідки України,
- Державної служби спеціального зв'язку та захисту інформації України,
- Міністерства внутрішніх справ України,
- Міністерства з надзвичайних ситуацій України та ліквідації наслідків Чорнобильської катастрофи,
- Адміністрації Державної прикордонної служби України,
- Управління державної охорони України,
- Державного департаменту з питань виконання покарань,
- Державної податкової адміністрації України (у частині застосування радіоелектронних засобів податковою міліцією), якщо їх діяльність пов'язана з використанням радіоелектронних засобів виключно для виконання функціональних обов'язків і за умови їх фінансування виключно за рахунок Державного бюджету України,
- центрального органу виконавчої влади в галузі транспорту в частині застосування радіоелектронних засобів об'єднаної цивільно-військової системи організації повітряного руху України та забезпечення польотів і в частині застосування радіоелектронних засобів Державною спеціальною службою транспорту.

### Загальні користувачі
Загальні користувачі радіочастотного ресурсу України поділяються на такі групи:
1. суб'єкти господарювання, які користуються радіочастотним ресурсом України для надання телекомунікаційних послуг, за винятком розповсюдження телерадіопрограм;
2. суб'єкти господарювання, які здійснюють розповсюдження телерадіопрограм із застосуванням власних або орендованих радіоелектронних засобів;
3. технологічні користувачі і радіоаматори — юридичні чи фізичні особи, які користуються радіочастотним ресурсом України без надання телекомунікаційних послуг.

## Життєвий цикл РЕА
Життєвий цикл РЕА складається з трьох циклів.

### Перший період життєвого циклу РЕА
- науково-дослідна робота зі створення нової радіоапаратури;
- дослідно-конструкторська робота;
- конструкторська підготовка виробництва;
- технологічна підготовка виробництва;
- організаційна підготовка виробництва;
- відпрацювання в дослідному виробництві;

### Другий період життєвого циклу РЕА
- освоєння в серійному виробництві;
- реалізації РЕА.

### Третій період життєвого циклу РЕА
Експлуатація РЕА з моменту початку використання, обслуговування (при необхідності) до моменту утилізації.